# Childress (Texas)
Pour les articles homonymes, voir Childress.
La ville de Childress (en anglais [ˈtʃɪldrɪs]) est le siège du comté de Childress, dans l’État du Texas, aux États-Unis. Sa population s’élevait à 6 105 habitants lors du recensement de 2010, estimée à 6 096 habitants en 2016. La ville est baptisée en mémoire de George Childress.

## Transports
Childress possède un aéroport municipal (Childress Municipal Airport, code AITA : CDS).

## Personnalité liée à la ville
L’animateur et éditorialiste de télévision Lou Dobbs est né à Childress en 1945.

## Source
- (en) Cet article est partiellement ou en totalité issu de l’article de Wikipédia en anglais intitulé « Childress, Texas » (voir la liste des auteurs).